# Палма ди Монтекиаро
Па̀лма ди Монтекиа̀ро (на италиански: Palma di Montechiaro, на сицилиански Donnafugata, Донафугата) е град и община в Южна Италия, провинция Агридженто, автономен регион и остров Сицилия. Разположен е на 165 m надморска височина. Населението на общината е 23 500 души (към 2012 г.).